# Обірки (Ніжинський район)
Обі́рки, Оби́рки — хутір в Україні, у Батуринській територіальній громаді Ніжинського району Чернігівської області.

## Артхутір «Острів Обирок»

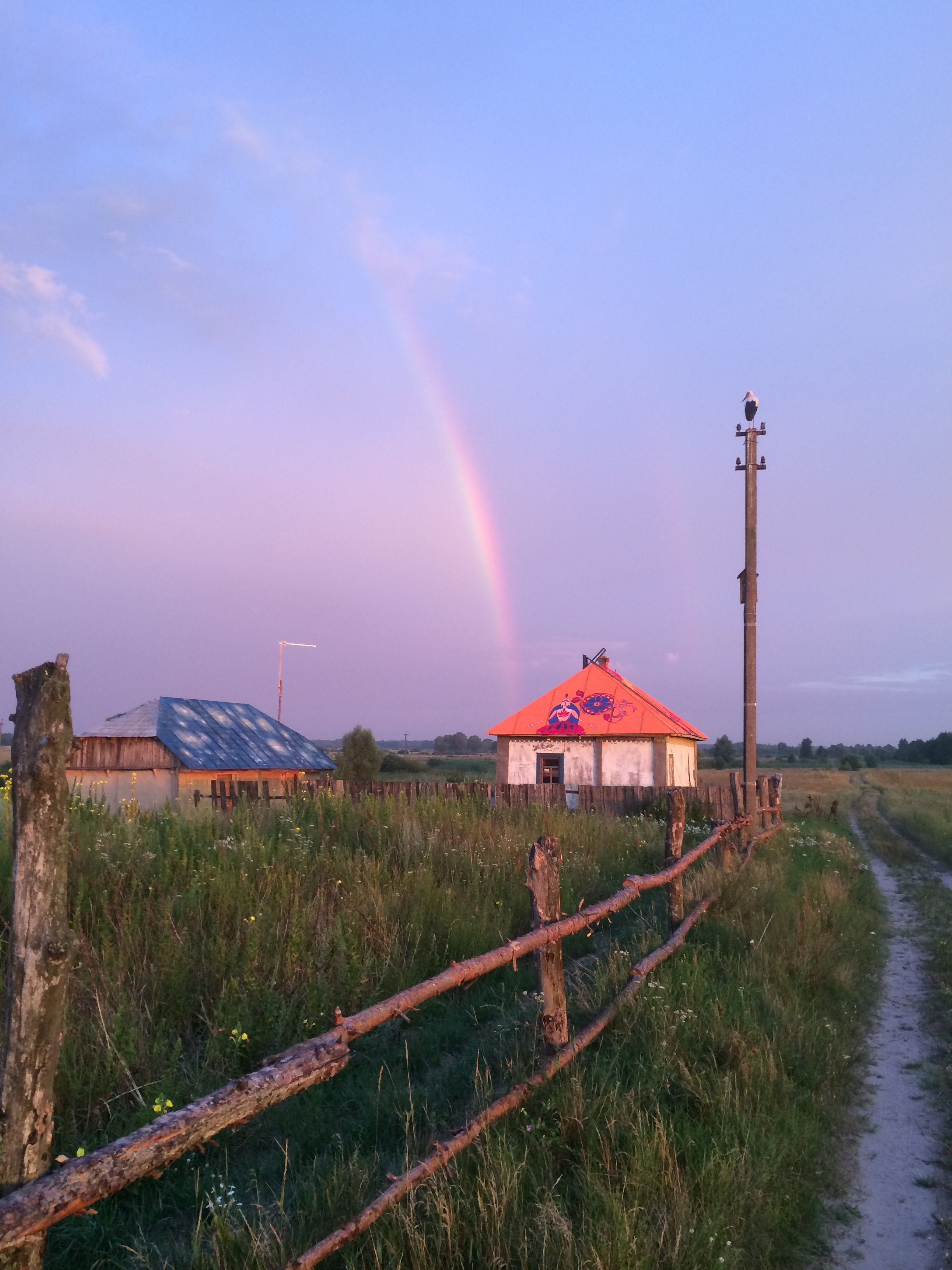
Мурал на даху хати в Обірках

2007 року на місці покинутого села режисер Леонід Кантер з дружиною Діаною заснували постійне екопоселення, артхутір «Острів Оби́рок». Він розташований за п'ять кілометрів на північ від Батурина, на протилежному березі Сейму.
Хутір «Острів Обирок» створений на місці покинутого села на Чернігівщині. Обирок складається із хуторів Каціри, Прохори та Королі. До мистецького хутору засновники переїхали з Києва. У 2007—2012 рр. на хуторі відновили пошкоджені електромережі, почистили криниці, привели до ладу розграбовані будинки.
У закинутому сараї подружжя та волонтери побудували кінотеатр, який отримав цікаву назву «Кіносарай». Окрім разового показу кінострічок, тут також проводять кінофестивалі.
Проводилися також фестивалі посіву та жнив пшениці «Хліб своїми руками», у 2017 р. із фестивалем «Хліб» був поєднаний фест «Мама Африка».
Із покинутого місцевого клубу активісти зробили хуторську школу «Зелене плем'я» та приміщення для зборів і концертів.
Головна мета артхутора — залучити якомога більше людей до мистецтва в оточенні поліської природи.
Населення у 2012 році — 6 осіб.
У 2018 р. співзасновник артхутора Обирок Леонід Кантер покінчив життя самогубством. Його колишня дружина Діана оголосила про продовження мистецької діяльності хутора.
Діє Фейсбук-сторінка «Острів Обирок».

## Археологія
Поселення неоліту, доби бронзи, київської культури Обірок-2 — в західній частині села на краю першої надзаплавної тераси в урочищі Титовщина (за західною околицею села Каціри), довжина 200 метрів.
Поселення неоліту, доби бронзи, київської культури — кераміка київського типу зустрічається на поселенні коло старого русла ріки Сейм в урочищі Новохатська Гора. Більша його частина знищена при розширенні дороги Матіївка-Обірки.
Поселення неоліту Обірок-1 — в районі садиби П. Горбаня в селі Каціри, розмір — 0,2 гектара.
Поселення доби бронзи Полковниця-2 у східній частині села, на південь і схід від вулиці Обірської.

## Історія
Походження назви хутора Обирки має декілька версій. За однією з них, через місцевість, де з'явився пізніше хутір, проходив шлях, який вів до Миколо-Крупитського монастиря. На ньому з'являлися кілька розбійників, які грабували перехожих. Тому це місце стали називати «оббірки», а потім виник хутір, який довгий час називався Обірки.
За іншою версією назва хутора пішла від слова «обора», тобто огорожа для худоби, адже саме ця місцевість зручна для розведення худоби.
Село з'явилося в другій половині XIX століття. На кінець XIX століття в хуторі Обирки проживало 126 осіб.
12 червня 2020 року, відповідно до розпорядження Кабінету Міністрів України № 730-р «Про визначення адміністративних центрів та затвердження територій територіальних громад Чернігівської області», увійшло до складу Батуринської міської громади.
19 липня 2020 року, в результаті адміністративно-територіальної реформи та ліквідації Бахмацького району, село увійшло до складу Ніжинського району Чернігівської області.